# Ептон Білл Сінклер
Ептон Білл Сінклер-молодший (англ. Upton Beall Sinclair, Jr.; 20 вересня 1878 — 25 листопада 1968) — американський письменник, що випустив понад 90 книг в різних жанрах, один зі стовпів викривальної журналістики і соціалістичний діяч. Отримав визнання і популярність в першій половині XX століття. Лауреат Пулітцерівської премії за роман «Зуби дракона» (1943 рік).

## Життєпис

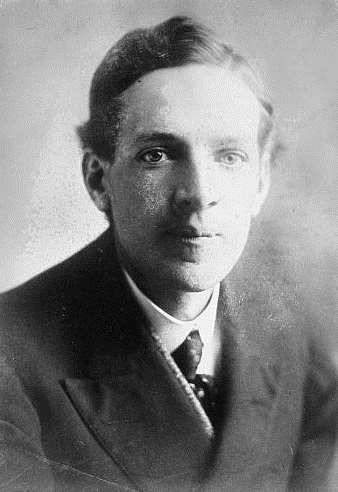
Ептон Білл Сінклер

Майбутній письменник народився в Балтіморі, в поважній родині, добробут якої було розорено Громадянською війною. Це змусило його батька зайнятися винної торгівлею, що з раннього дитинства позначилося у вкрай неприязному ставленні Е. Сінклера до алкоголю — активного пропагандиста тверезого способу життя. Його батько страждав алкоголізмом, і не мав постійної роботи. 
Хлопчик вже в п'ятирічному віці став цікавитися читанням. У 15 років, щоб оплатити своє навчання в коледжі, він пише різні замітки для бульварних журналів.
Очолював громадський рух під гаслом «Покінчимо з бідністю в Каліфорнії!», що намагався розв'язувати проблеми безробіття шляхом організацій кооперативних виробництв на занедбаних підприємствах.
У 1923 році Сінклер був заарештований на мітингу в підтримку синдикалістської профспілки «Індустріальні робітники світу», коли зачитував Білль про права.
Балотувався в Палату представників (в 1920 році) і Сенат (в 1922 році) від Соціалістичної партії Америки, але в 1934 році висувався в губернатори Каліфорнії вже від Демократичної партії, набравши 879 000 голосів. Сінклер програв діючому губернатору Френку Мерріаму. Боси голлівудської студії одностайно виступили проти Сінклера. Вони тиснули на своїх співробітників, щоб вони допомагали і голосували за кампанію Мерріама, і знімали фальшиві пропагандистські фільми, в яких нападали на Сінклера, не даючи йому можливості відповісти.
Творча спадщина Сінклера нараховує більш ніж 80 книг, в тому числі «Ісус для себе: Біографія» (1955), «Автобіографія Ептона Сінклера» (1962).
Писав під псевдонімами Ensign Clarke Fitch, Arthur Stirling и Frederick Garrison.
Ептон Білл Сінклер був тричі одружений. Помер Сінклер в Баунд-Бруку (штат Нью-Джерсі) 25 листопада 1968 року.

## Творчий шлях
Навчаючись в Колумбійському університеті він публікує свої перші романи «Цар Мідас» («King Midas», 1901) і «Принц Гейґен» («Prince Hagen», 1903), «Щоденник Артура Стирлінґа» («The Journal of Arthur Stirling», 1903).
Ептон Сінклер брав участь в лівому русі з 1903 року, ставши поряд з Джеком Лондоном одним з провідних прихильників соціалістичних ідей в американській літературі. У 1904 році стає одним з організаторів «соціалістичної спілки об'єднаних середніх навчальних закладів».
Працює на м'ясокомбінаті, що показує у своїй книзі «Джунглі». З виходом у світ соціологічного роману «Джунглі» (The Jungle, 1906) став відомим, а роман став бестселером. Події одночасно літературного і громадського роману висвітлюють долю литовських іммігрантів, безжально експлуатованих на їхній новій батьківщині, в США. Герой на шляху до «соціалістичної віри» проходить шлях від безробітного люмпена-бродяги до в'язня і штрейкбрехера. Дружина гине від передчасних пологів, обидва сини вмирають, також безрадісні долі їхніх родичів. Все це відбувається на тлі натуралістичних сцен у похмурих чиказьких бойнях, де в жахливому смороді загнивання головний герой білує щойно забиту туберкульозну худобу, з м'яса якої виробляють консерви та ковбасу. Цей документальний репортаж разом з метафоричною назвою, міцно закріпившись в обороті, та викликавши в читачів шок, викликав величезний резонанс — була створена сенатська комісія для розслідувала ситуації на бойнях.
Письменник належав до великої групи публіцистів і журналістів — «розгрібачів бруду», (лідер — Лінкольн Стеффенс), що друкували в багатотиражних виданнях викриття корупції, фальсифікації медикаментів, продажності вартових правопорядку, фінансових махінацій і торгівлі «живим товаром», експлуатації дитячої праці та афер політиків.
У 1927 році Сінклер випустив роман «Нафта!» (англ. «Oil!»).

## Інші інтереси
Окрім своїх політичних і соціальних творів, Сінклер цікавився окультними явищами та експериментував із телепатією. Його книга «Mental Radio» (1930) включала розповіді про телепатичний досвід і здібності його дружини Мері. Вільям Макдугалл прочитав книгу та написав вступ до неї, що спонукало його заснувати кафедру парапсихології в Університеті Дьюка.

## Фільми
- «Джунглі» (1914) — німа екранізація роману 1906 року. Фільм вважається втраченим. Сінклер з'являється на початку та в кінці фільму.
- «Гномобіль» американська фентезійна комедія 1967 року режисера Роберта Стівенсона та виробництва Walt Disney Productions (адаптація роману «Гномобіль» 1937 року)
- «Нафта» (2007) екранізація однойменного роману Сінклера. Режисер Пол Томас Андерсон. Фільм був висунутий на премію Оскар у 8 номінаціях і отримав 2 статуетки, в тому числі за кращу чоловічу роль (Денієл Дей-Льюїс).
- У кінодрамі Девіда Фінчера «Манк» (2020) Білл Най грає невелику роль Сінклера, який балотується на посаду губернатора Каліфорнії в 1934 році як кандидат від Демократичної партії.

## В Україні
В Україні був відомим його твір «Джиммі Гіґґінс», який уособлював персонаж рядового робітничого діяча-соціаліста, завдяки непомітній і позбавленій романтизму роботі якого стають можливими досягнення організації в цілому. Цей персонаж був придуманий лівим американським політиком Беном Генфордом і пізніше описаний у творі Ептона Сінклера (1919), у якому Джиммі Гіґґінс проходить через безліч пригод і врешті, після війни з німцями, потрапляє до Росії, де стає прихильником більшовиків. За мотивами твору Сінклера п'єса «Джиммі Гіґґінс» була в репертуарі театру «Березіль» Леся Курбаса (1923), а на одеській кіностудії в 1928 був знятий фільм, роль Гіґґінса в якому грав Амвросій Бучма.